# SAC语言
SAC（Single Assignment C）是一门严格的纯函数式编程语言，以满足数值计算领域的需求为主要目的。怎样实现对多维数组的高效计算是SAC的核心部分。效率在程序设计领域可以有两方面的理解。一方面是提供高级的数组运算操作，以加快开发程序，另一方面是在某种模式下优化编译程序，以减少其所需的运行时间和存储容量。作为一门成功的计算机语言，必须满足第二个条件。
为了能够编译出高效的可执行代码，某些对数值计算不重要的函数式语言的特征（到目前为止）还不被SAC支持，比如高阶函数，多态，以及惰性求值。而像Haskell、Clean、Miranda或者ML却拥有这些特征。

## 引用
1. ↑  .   [2024-10-27]. （原始内容存档于2022-12-06）.